# Laborschule Bielefeld
Die Laborschule  Bielefeld  in Bielefeld ist Versuchsschule des Landes Nordrhein-Westfalen. Im Jahre 1974 wurde sie nach den Ideen des Pädagogen Hartmut von Hentig zusammen mit dem benachbarten Oberstufen-Kolleg Bielefeld gegründet.
Als Versuchsschule des Landes hat sie den Auftrag, „neue Formen des Lehrens und Lernens und Zusammenlebens in der Schule zu entwickeln“. Komplementär zur Versuchsschule existiert die Wissenschaftliche Einrichtung Laborschule, die als Institut der Universität Bielefeld die Arbeit der Schule begleitet und evaluiert.
Der Name ist ein Transfer der von John Dewey gegründeten University of Chicago Laboratory Schools.
An der Laborschule Bielefeld werden Schüler der Jahrgänge 0 (Vorschuljahr) bis 10 unterrichtet, wobei die Übergänge von einem Jahrgang zum nächsten fließend sind. Die Schule unterteilt nicht nach Jahrgängen, sondern nach Stufen, die mehrere Jahrgänge zusammenfassen, sich teilweise überschneiden und altersgemischte Gruppen bilden. Notenzeugnisse werden erst in den Jahrgängen 9 und 10 erteilt.

## Gründung
Als der Pädagogik-Professor Hartmut von Hentig 1968 an die Universität Bielefeld berufen wurde, wollte er den Grundsatz Interdisziplinarität der neu gegründeten Hochschule auf die Lehrerinnen- und Lehrerausbildung übertragen: Schule als „Labor“, um Theorie und Praxis direkt miteinander zu verbinden.
Von 1970 bis 1974 erarbeitete eine Aufbaukommission die Lernziele und Curricula der beiden Schulen (neben der Laborschule auch das Oberstufen-Kolleg) und plante die dazu passenden Schulgebäude. Eine demokratische Schulkultur, die den Schülerinnen und Schülern den Wert von Mit- und Selbstbestimmung sowie sozialer Verantwortung vermittelt, war der Grundgedanke. Die Offenheit nach innen und außen ist bis heute ein wesentliches Prinzip beider Versuchsschulen, die sich auch in der Schularchitektur widerspiegelt.
Am 30. August 1974 wurde das gemeinsame Gebäude der beiden Schulprojekte in einer kleinen Feierstunde an die Universität Bielefeld übergeben. Die Schultüren öffneten sich schließlich am 9. September, der Unterricht in der Laborschule startete mit 180 Kindern (angemeldet waren über 800).

## Schülerschaft
Die Laborschule umfasst die Jahrgänge 0 bis 10 mit insgesamt 660 Schülern. In jedem Jahr werden 60 Schüler neu eingeschult. Die Schule wird formal in vier Stufen gegliedert. Die Stufe I umfasst die Jahrgänge 0–2, die Stufe II die Jahrgänge 3–5, Stufe III die Jahrgänge 5–7 und die Stufe IV die Jahrgänge 8–10. Der Jahrgang 5 steht in einer verbindenden Funktion zwischen Primar- und Sekundarstufe.
Als „Schule für alle“ will die Laborschule Kinder aus allen Schichten entsprechend ihrer Verteilung in der Gesellschaft erreichen. Trotz eines Aufnahmeschlüssels und Anstrengungen der Schule, verstärkt Kinder aus bildungsfernen Schichten für sich zu gewinnen, wird dieses Ziel nicht erreicht. Die Laborschule führt dieses unter anderem darauf zurück, dass Reformschulen vor allem für Eltern aus dem akademischen Milieu attraktiv sind.
| EGP-Sozialklasse            | Laborschule | Integrierte Gesamtschulen | Gymnasien |
| --------------------------- | ----------- | ------------------------- | --------- |
| Obere Dienstklasse          | 40,3        | 8,1                       | 28,1      |
| Untere Dienstklasse         | 33,9        | 15,4                      | 32,3      |
| Routinedienstleistungen     | 17,7        | 15,7                      | 11,8      |
| Selbständige                | 3,2         | 5,4                       | 6,1       |
| Facharbeiter                | 3,2         | 25,4                      | 7,7       |
| Un- und angelernte Arbeiter | 1,6         | 30,1                      | 14,1      |

Der Anteil der Schüler mit nicht-deutscher Muttersprache an der Laborschule Bielefeld ist unterdurchschnittlich.
Auffällig ist auch, dass an der Laborschule Bielefeld 44 % der Elternteile einen Hochschulabschluss besitzen (zum Vergleich: am Gymnasium sind es nur 35 %). 19 % der Eltern der Laborschüler (und 14,6 % der Eltern von Gymnasiasten) verfügen über einen Fachhochschulabschluss. Immerhin haben Laborschüler mit 6,3 % etwas häufiger als Gymnasiasten (3,2 %) Eltern, die gar keinen Bildungsabschluss haben. Laut Waterman et al. (2005) stellen die Laborschüler „bezogen auf die sozioökonomische Stellung ihrer Eltern praktisch eine gymnasiale Klientel dar“.

## Personal
Neben rund 60 Lehrern stehen der Laborschule Bielefeld rund 40 weitere Fachkräfte zur Verfügung. Hierbei handelt es sich vor allem um sozialpädagogisches, handwerkliches oder Verwaltungspersonal. Insgesamt werden für die Schule über 100 Mitarbeiter verzeichnet.

## Wissenschaftliche Einrichtung
Die Schule als Labor wird wissenschaftlich durch eine Forschungseinheit der Universität Bielefeld unterstützt (derzeit fünf Planstellen). Diese erstellt für die Schule die regelmäßigen Forschungs- und Entwicklungspläne und entlastet die Lehrkräfte der Schule, die bei den Forschungsprojekten mitarbeiten, in einem Umfang von 90 Wochenstunden, entsprechend etwa 5 Lehrern.

## Beurteilungssystem
Die Berichte zum Lernvorgang sind das Instrument der Laborschule zur Leistungsbewertung. Sie sollen im Gegensatz zu normierenden Bewertungssystemen die Schüler als Individuen würdigen und ihre Leistungen im individuellen und gruppenbezogenen Entwicklungsprozess betrachten. Anders als Zensuren sollen sie keine eindeutigen Urteile sein, sondern der Kommunikation zwischen den beteiligten Personen (Schüler, Eltern und Lehrer) dienen. Sie richten sich in der Regel an das Kind selbst und sind klar und verständlich abgefasst. Die Berichte sollen auch beraten, unterstützen und ermutigen. Sie dürfen deshalb keine „unabänderlichen“ Dinge wie etwa Charaktereigenschaften enthalten. Vertrauliche Informationen (z. B. Besonderheiten der häuslichen Situation) sollen ebenfalls nicht aufgenommen werden. Regelmäßige Gespräche mit den Eltern sollen verhindern, dass die Berichte Überraschungen enthalten.  Die stufenbezogenen Planungspapiere und Übergangsqualifikationen können den Berichten als Anlage beigefügt werden.
- Im Vorschuljahr erhalten die Kinder noch keine Berichte. In der Eingangsstufe (Jahrgänge 0–2) werden die Berichte am Ende des 1. und 2. Schuljahres vergeben. In der Stufe II (Jahrgänge 3–5) kommen am Ende des ersten Halbjahres verpflichtende und ausführliche Beratungsgespräche mit den Eltern hinzu, die protokolliert werden und in der Regel in einer Lernvereinbarung münden. Kinder, die die Schule nun verlassen, bekommen kein Notenzeugnis, sondern auf Anforderung weiterführender Schulen ein Übergangsgutachten.

- In den Stufen III und IV (Jahrgänge 6–10) gibt es außerdem schriftliche Berichte der Betreuungslehrer zum Halbjahresende (Gruppenbericht sowie eine Beschreibung der einzelnen Schüler in ihrem Lern- und Sozialverhalten). Zum Schuljahresende erhalten die Schüler von allen Lehrern fachbezogene Beurteilungen ihrer Leistungen einschließlich einer Unterrichtsbeschreibung. Nach dem 10. Schuljahr erhalten die Schüler einen Abschlussbericht, der vom Betreuungslehrer verfasst ist.

- Ab Ende des 9. Schuljahrs erhalten die Schüler außerdem ein Notenzeugnis. Nach dem 10. Schuljahr werden der Hauptschulabschluss oder die Fachoberschulreife vergeben.[10]

## PISA-Test
Die Laborschule Bielefeld wurde im Rahmen der PISA-Studien im Jahr 2002 von Forschern des MPIB (Max-Planck-Institut für Bildungsforschung), Berlin, gesondert getestet. Die Auswertung ergab, dass die Schüler in Lesen und Naturwissenschaften die Leistungen erreichten, die von Schülern vergleichbarer sozialer Herkunft auch im Regelschulwesen erzielt werden. Dies galt auch für Schüler des gymnasialen Niveaus. In Mathematik hingegen blieben die Laborschüler hinter den Leistungen von Schülern vergleichbarer sozialer Herkunft des Regelschulwesens zurück. Die Studie belegt darüber hinaus, dass die Schule verstärkt Schüler aus bevorzugten sozialen Schichten mit höherem Bildungshintergrund anzieht und nicht, wie gefordert, in ihrer Schülerschaft einen sozialen Querschnitt abbildet, wie die Schule es nach Selbstdefinition tun müsste, um als Versuchsschule zu übertragbaren Ergebnissen zu gelangen: „Diese Unterschiede sind teilweise darauf zurückzuführen, dass die Schülerschaft der Laborschule tendenziell günstigere Lernvoraussetzungen besitzt. So verfügen beispielsweise die Eltern der 15-Jährigen in der Laborschule im Durchschnitt über deutlich höhere Schul- und Berufsabschlüsse als Eltern von Jugendlichen in anderen Schulen. Um Hinweise auf die Effektivität der Laborschule zu erhalten, müssen die dort erzielten Testleistungen mit denen von Schülerinnen und Schülern anderer Schulen verglichen werden, die über einen ähnlichen familiären Hintergrund und ähnliche kognitive Grundfähigkeiten verfügen.“
Daneben wurde für den Bereich der Verantwortungsübernahme, des politischen Verständnisses und der Bereitschaft, ausländische Schüler zu integrieren, wesentlich bessere Ergebnisse erzielt als im Regelschulwesen. Vor allem für Mädchen bietet die Laborschule gute Lernbedingungen. Die Schüler und Eltern zeigen eine überdurchschnittliche Zufriedenheit mit der Schule und den Lehrkräften.
An der Laborschule wirken prinzipiell die gleichen Selektionsmechanismen wie im Regelschulsystem: Der Schulerfolg ist eng an die soziale Herkunft gekoppelt. Schüler aus einfachen Verhältnissen kommen selten zu guten oder sehr guten Leistungen. Es muss jedoch berücksichtigt werden, dass die Laborschule erfolgreich darin ist, Kinder aus einfachen Verhältnissen zumindest bis zum Schulabschluss zu bringen.

## Bekannte Schülerinnen und Schüler
- Maja Göpel (* 1976), Politökonomin
- Marvin Höner (* 1994), Fußballspieler

## Weiteres
Die Schule ist Mitglied im Schulverbund 'Blick über den Zaun'. Unterlagen zur Geschichte der Bielefelder Laborschule befinden sich im Universitätsarchiv Bielefeld.
Im Rahmen eines Unterrichtsprojektes entstand die Bielefelder Seeschlange.